# Convenzione di Londra (1832)

'La Grecia moderna'. 1832 London Convention deve intendersi come 1832 Treaty of Constantinople.

La convenzione di Londra (1832), sottoscritta il 7 maggio 1832 dai plenipotenziari di Gran Bretagna, Regno di Francia, Impero russo e Regno di Baviera, stabilì le condizioni per l'indipendenza della Grecia, al termine della decennale guerra di indipendenza e concordò l'accesso al trono del primo sovrano, Ottone di Wittelsbach.

## Gli eventi bellici

### La liberazione della Grecia

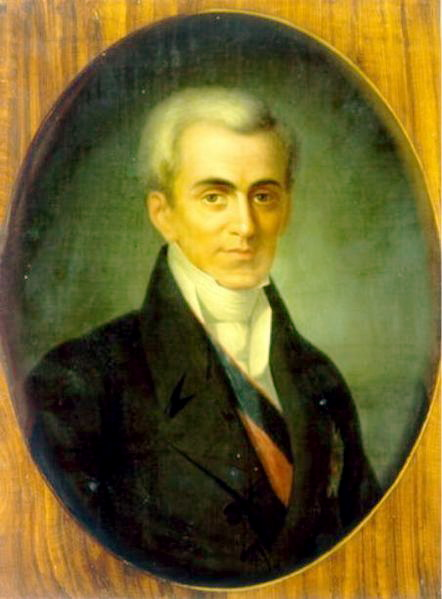
Giovanni Capodistria (1776-1831), olio, D. Tsokos.

Nel 1821 aveva avuto inizio la guerra d'indipendenza greca. Dopo alterne vicende, il 20 ottobre 1827 essa ebbe una decisiva svolta con la distruzione della flotta turco-egiziana alla battaglia di Navarino.  Seguì, nel 1828, la spedizione di Morea, che aveva costretto al ritiro il corpo di spedizione egiziano di Ibrahim Pasha, alleato del sultano di Costantinopoli.

Nei mesi seguenti il corpo di spedizione francese, appoggiato dalla flotta anglo-francese, procedette alla espugnazione delle fortezze ancora tenute da sparute guarnigioni ottomane. Dopodiché gli insorti greci provvidero alla liberazione di Atene e della Grecia centrale (allora detta Rumelia): ebbero buon gioco, anche perché il Sultano era totalmente impegnato a contrastare la parallela invasione russa.

### I primi approcci diplomatici
Nel frattempo, il 2 dicembre 1828 sull'isola di Poros, il britannico Canning, il francese Guilleminot ed il russo Ribeaupierre firmavano un rapporto congiunto ai propri governi, che prevedeva la creazione di uno Stato greco, retto da un principe ereditario, ma formalmente nominato dal Sultano e tenuto a pagare un tributo annuo alla Porta. Quest'ultima, tuttavia, aveva rifiutato di partecipare ai colloqui e non aveva inviato delegati.

Il rapporto di Poros venne confermato dalle tre potenze, il 22 marzo 1829 con una convenzione.

### Il trattato di Adrianopoli
Passarono pochi mesi, e la guerra russo-turca venne terminata il 14 settembre 1829, con la sottoscrizione della pace di Adrianopoli, fra Impero russo ed ottomano. Fra le molte clausole (che producevano un significativo aumento dell'influenza russa sui Balcani), particolare importanza ebbe l'articolo X, il quale disponeva la accettazione, da parte della Porta, del protocollo anglo-franco-russo del 22 marzo.
In sostanza, faute de mieux, la Grecia avrebbe dovuto essere organizzata sull'esempio della Valacchia, governati da hospodar ortodossi, sostanzialmente, ma non formalmente, indipendenti.

## La incerta situazione politica greca

### La resistenza del Capodistria
La situazione, tuttavia, era complicata dalla circostanza che l'intero territorio del costituendo principato semi-indipendente era già libera da truppe turche.  Nel maggio 1827, anzi, era stata approvata una costituzione repubblicana, ed eletto presidente Giovanni Capodistria, una figura eminente, già ministro degli esteri dello zar Alessandro sino al 1822.

### La rinuncia di Leopoldo di Sassonia-Coburgo

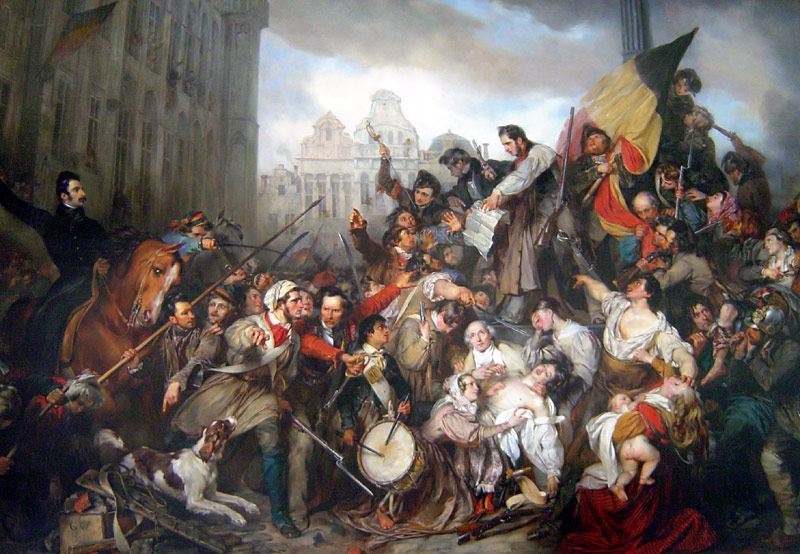
Episodio delle giornate di settembre 1830, sulla Place de l'Hôtel de Ville, a Bruxelles (fecit 1835)

Nel 1830 aveva indotto alla rinuncia il primo sovrano che le tre potenze avevano designato a sedere sull'istituendo trono di Grecia: Leopoldo di Sassonia-Coburgo (che, di lì a poco, sarebbe divenuto il primo sovrano del Belgio).

Questi era una figura importante della nobilità europea. Poté quindi permettersi il rifiuto, motivato, pare anche dalla linea di confine che veniva proposta al nuovo stato: la Aspropotamos-Zitouni, situata assai più a sud della linea precedentemente considerata, la relativamente generosa Arta-Volo (fra il golfo di Arta a ponente ed il golfo di Volo a levante).
Da parte sua, Capodistria aveva avuto buon gioco a contribuire al rifiuto, inviando a Leopoldo un rapporto dalle tinte fosche circa la opposizione che avrebbe incontrato nel Paese. Il presidente profittava, inoltre, della distrazione delle grandi potenze, distratte dagli avvenimenti che incalzavano in Belgio. Comunque sia, la mossa non gli portò fortuna: il 9 ottobre 1831 Capodistria venne assassinato e ne seguì una guerra civile.

## La ripresa delle trattative di pace

### La convenzione di Londra

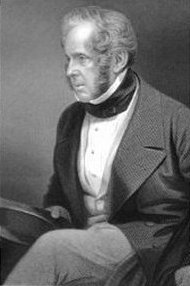
Il ministro degli esteri britannico, visconte di Palmerston

Le circostanze consentivano, quindi, un nuovo intervento delle grandi potenze, che poteva, ora, essere giustificato senza forzare la mano al debolissimo governo greco. Accadde così che, il 7 maggio 1832, il ministro degli esteri britannico Palmerston, riunisse i plenipotenziari di Francia, Impero russo e Baviera: essi stabilirono che la Grecia sarebbe stata istituita in monarchia indipendente, sotto la guida del diciassettenne principe Ottone di Wittelsbach, rampollo della casa reale di Baviera. La successione sarebbe stata ereditaria. In nessun caso le due corone sarebbero state riunite.  Il confine veniva stabilito alla linea Arta-Volo; la Baviera presentò una 'nota segreta' che proponeva un compromesso su Creta, ma non ebbe successo.

Veniva emesso un 'prestito greco' per 2,4 milioni di sterline.  La Porta veniva indennizzata con 40 milioni di piastre.

### Il trattato di Costantinopoli

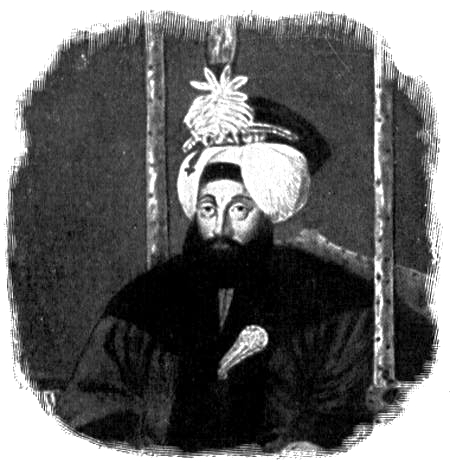
Ritratto del sultano Mahmud II, prima della sua riforma del vestiario.

Restava da ottenere soltanto il, peraltro indispensabile, consenso della Porta. All'uopo vennero incaricati gli ambasciatori anglo-franco-russi a Costantinopoli.

Il successo della missione non era scontato, dal momento che, sino a quel momento, il sultano Mahmud II era legato esclusivamente ai termini, a lui più favorevoli, del trattato di Adrianopoli.

La situazione del sultano, tuttavia, era, se possibile ancora peggiorata, a causa della invasione della Siria e dell'Anatolia, iniziata nel novembre 1831 dal wali d'Egitto, Mehmet Ali. Accadde così che Mahmud II richiedesse una qualche forma di protezione alle potenze vincitrici, per lo meno a protezione della Anatolia.  Una promessa informale effettivamente concessa dal rappresentante britannico Canning e, il 21 giugno 1832, il Sultano accettò, infine, la convenzione.
Il trattato di Costantinopoli venne sottoscritto il 21 luglio 1832. Seguì un nuovo protocollo di Londra, del 3 febbraio 1833, che fissava i confini sulla linea Arto-Volo e chiudeva, definitivamente, la guerra d'indipendenza greca.

### L'inizio della indipendenza greca

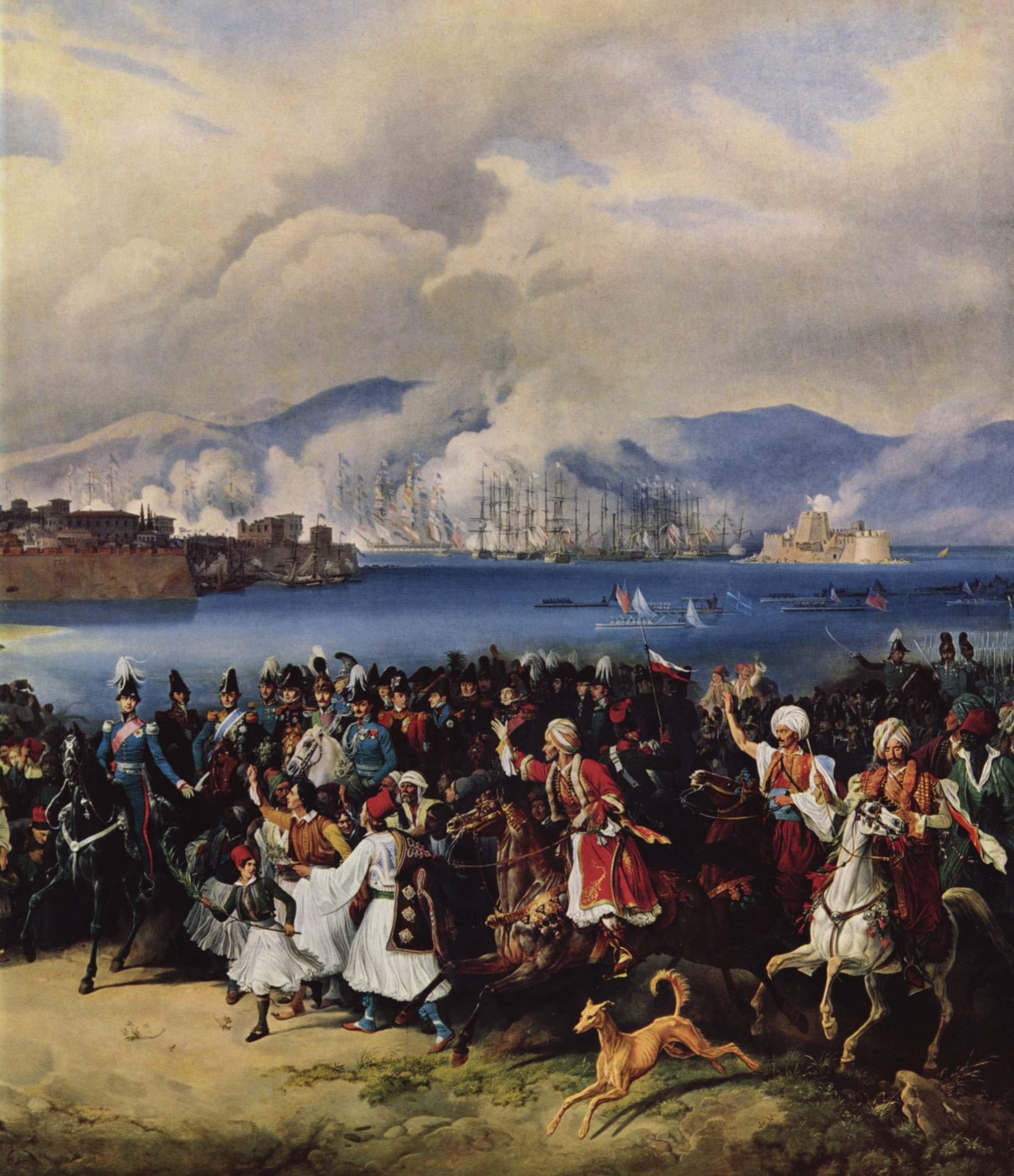
L'ingresso di Ottone I a Nauplia.

Contemporaneamente sbarcava a Nauplia, la capitale del neonato stato, il nuovo sovrano, Ottone, con 5.000 soldati bavaresi.